# Karl Borromäus Philipp zu Schwarzenberg
Karl Borromäus Philipp zu Schwarzenberg (Vienna, 21 gennaio 1802 – Vienna, 25 giugno 1858) è stato un politico e militare austriaco.

## Biografia

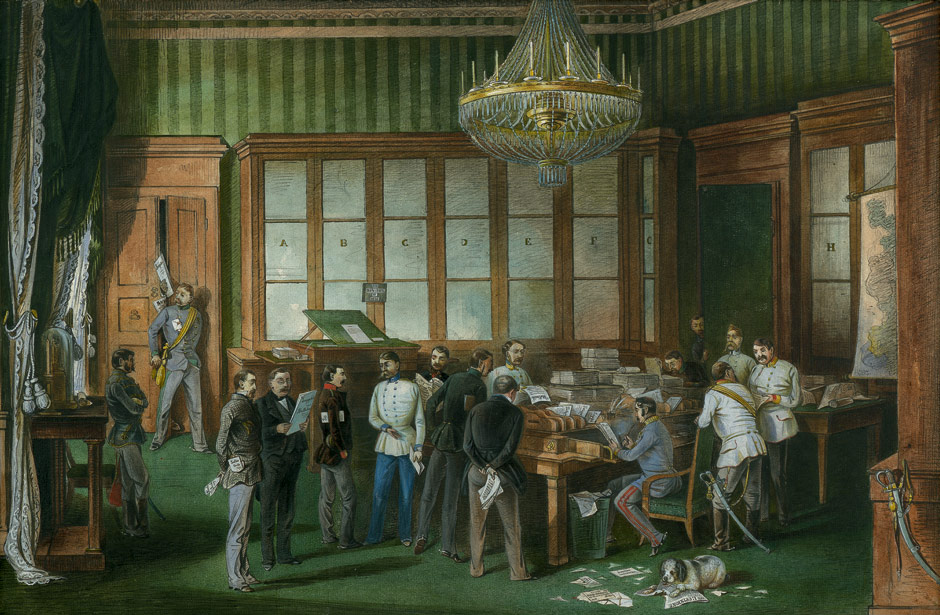
Il gabinetto del Principe di Schwarzenberg, governatore della Lombardia, nel 1850.

Karl Borromäus Philipp zu Schwarzenberg (indicato anche talvolta col nome di Karl II o con i soli nomi di Karl Philipp) nacque a Vienna il 21 gennaio 1802. Egli era figlio del famoso Feldmaresciallo Karl Philipp Schwarzenberg, una delle figure di militari austriaci più importanti della prima metà dell'Ottocento e sicuramente una delle figure di punta della lotta dell'Impero contro Napoleone Bonaparte. Sua madre era invece Maria Anna von Hohenfeld, già vedova del Principe ungherese Antonio I Esterházy.
Intrapresa la carriera militare divenne nel 1831 Maggiore e nel 1833 Tenente Colonnello del 42º Reggimento di Fanteria "Duca di Wellington". Il 17 aprile 1834 divenne Colonnello e Comandante del 4º Reggimento di Fanteria. Il 7 febbraio 1848 venne nominato Feldmaresciallo e comandante di Divisione. Contemporaneamente, si dedicò agli ambienti diplomatici della corte viennese venendo quindi nominato Governatore della Lombardia austriaca dopo la parentesi insurrezionalista, ricoprendo la carica però per un breve periodo, dal 1849 al 1850. In questo periodo, collaborò attivamente con il Feldmaresciallo Radetzky e con suo fratello, Edmund di Schwarzenberg, alla soppressione dei tentativi di ribellione dell'area lombarda.
Morì nella sua città natale nel 1858.

## Ascendenza
|                                                                     |                         |                                       | Genitori                                      |  |  | Nonni |  |  | Bisnonni                                                  |  |  | Trisnonni                                                             |  |
|                                                                     |                         |                                       |                                               |  |  |       |  |  | Giuseppe I di Schwarzenberg, IV principe di Schwarzenberg |  |  | Adamo Francesco Carlo di Schwarzenberg, III principe di Schwarzenberg |  |
|                                                                     |                         |                                       |                                               |  |  |       |  |  | Giuseppe I di Schwarzenberg, IV principe di Schwarzenberg |  |  | Adamo Francesco Carlo di Schwarzenberg, III principe di Schwarzenberg |  |
|                                                                     |                         | Eleonore von Lobkowicz                |                                               |  |  |       |  |  | Giuseppe I di Schwarzenberg, IV principe di Schwarzenberg |  |  |                                                                       |  |
| Giovanni I Nepomuceno di Schwarzenberg, V principe di Schwarzenberg |                         |                                       |                                               |  |  |       |  |  | Giuseppe I di Schwarzenberg, IV principe di Schwarzenberg |  |  |                                                                       |  |
|                                                                     |                         | Maria Teresa del Liechtenstein        | Giuseppe Giovanni Adamo del Liechtenstein     |  |  |       |  |  |                                                           |  |  |                                                                       |  |
|                                                                     |                         | Maria Teresa del Liechtenstein        | Giuseppe Giovanni Adamo del Liechtenstein     |  |  |       |  |  |                                                           |  |  |                                                                       |  |
|                                                                     |                         | Maria Teresa del Liechtenstein        | Maria Anna Caterina di Öttingen-Spielberg     |  |  |       |  |  |                                                           |  |  |                                                                       |  |
| Karl Philipp Schwarzenberg, I principe di Schwarzenberg             |                         | Maria Teresa del Liechtenstein        |                                               |  |  |       |  |  |                                                           |  |  |                                                                       |  |
|                                                                     |                         | Filippo Carlo di Öttingen-Wallerstein | Antonio Carlo di Öttingen-Wallerstein         |  |  |       |  |  |                                                           |  |  |                                                                       |  |
|                                                                     |                         | Filippo Carlo di Öttingen-Wallerstein | Antonio Carlo di Öttingen-Wallerstein         |  |  |       |  |  |                                                           |  |  |                                                                       |  |
|                                                                     |                         | Filippo Carlo di Öttingen-Wallerstein | Maria Agnes Magdalena Fugger von Glott        |  |  |       |  |  |                                                           |  |  |                                                                       |  |
| Marie Eleonora di Öttingen-Wallerstein                              |                         | Filippo Carlo di Öttingen-Wallerstein |                                               |  |  |       |  |  |                                                           |  |  |                                                                       |  |
|                                                                     |                         | Carlotta Giuliana di Öttingen-Baldern | Kraft Antonio Guglielmo di Öttingen-Baldern   |  |  |       |  |  |                                                           |  |  |                                                                       |  |
|                                                                     |                         | Carlotta Giuliana di Öttingen-Baldern | Kraft Antonio Guglielmo di Öttingen-Baldern   |  |  |       |  |  |                                                           |  |  |                                                                       |  |
|                                                                     |                         | Carlotta Giuliana di Öttingen-Baldern | Maria Eleonora di Schönborn-Buchheim          |  |  |       |  |  |                                                           |  |  |                                                                       |  |
| Karl Borromäus Philipp zu Schwarzenberg                             |                         | Carlotta Giuliana di Öttingen-Baldern |                                               |  |  |       |  |  |                                                           |  |  |                                                                       |  |
|                                                                     | Otto Carl von Hohenfeld | Otto Ferdinand von Hohenfeld          |                                               |  |  |       |  |  |                                                           |  |  |                                                                       |  |
|                                                                     | Otto Carl von Hohenfeld | Otto Ferdinand von Hohenfeld          |                                               |  |  |       |  |  |                                                           |  |  |                                                                       |  |
|                                                                     | Otto Carl von Hohenfeld | Maria Magdolna Serényi                |                                               |  |  |       |  |  |                                                           |  |  |                                                                       |  |
| Otto Franz von Hohenfeld                                            | Otto Carl von Hohenfeld |                                       |                                               |  |  |       |  |  |                                                           |  |  |                                                                       |  |
|                                                                     |                         | Maria Teresa Guidi di Bagno           | Scipione Guidi di Bagno                       |  |  |       |  |  |                                                           |  |  |                                                                       |  |
|                                                                     |                         | Maria Teresa Guidi di Bagno           | Scipione Guidi di Bagno                       |  |  |       |  |  |                                                           |  |  |                                                                       |  |
|                                                                     |                         | Maria Teresa Guidi di Bagno           | Anna Maria Eleonora von Wrbna und Freudenthal |  |  |       |  |  |                                                           |  |  |                                                                       |  |
| Maria Anna von Hohenfeld                                            |                         | Maria Teresa Guidi di Bagno           |                                               |  |  |       |  |  |                                                           |  |  |                                                                       |  |
|                                                                     |                         | Franz Theodor vom Stain zu Jettingen  | Franz Marquard vom Stain zu Jettingen         |  |  |       |  |  |                                                           |  |  |                                                                       |  |
|                                                                     |                         | Franz Theodor vom Stain zu Jettingen  | Franz Marquard vom Stain zu Jettingen         |  |  |       |  |  |                                                           |  |  |                                                                       |  |
|                                                                     |                         | Franz Theodor vom Stain zu Jettingen  | Anna Maria von und zu Guttenberg              |  |  |       |  |  |                                                           |  |  |                                                                       |  |
| Maria Anna Franziska vom Stain zu Jettingen                         |                         | Franz Theodor vom Stain zu Jettingen  |                                               |  |  |       |  |  |                                                           |  |  |                                                                       |  |
|                                                                     |                         | Franziska Schenk von Stauffenberg     | Johann Werner Schenk von Stauffenberg         |  |  |       |  |  |                                                           |  |  |                                                                       |  |
|                                                                     |                         | Franziska Schenk von Stauffenberg     | Johann Werner Schenk von Stauffenberg         |  |  |       |  |  |                                                           |  |  |                                                                       |  |
|                                                                     |                         | Franziska Schenk von Stauffenberg     | Marie Sophie Elisabeth von Rosenbach          |  |  |       |  |  |                                                           |  |  |                                                                       |  |
|                                                                     |                         | Franziska Schenk von Stauffenberg     |                                               |  |  |       |  |  |                                                           |  |  |                                                                       |  |